# وزارة محمد الصدر
وزارة محمد الصدر هي الحكومة العراقية الثامنة والثلاثون، خلفت هذه الوزارة وزارة صالح جبر.
تشكلت الوزارة في 29 كانون الثاني 1948 واستمرت إلى 21 حزيران 1948، وتشكلت بعدها وزارة مزاحم الباجه جي.

## التشكيلة الوزارية
تكونت الوزارة من الوزراء أدناه:
- رئيس الوزراء: سيد محمد الصدر
- وزير الدفاع: أرشد العمري
- وزير الخارجية: حمدي الباجه جي، توفي في 17 آذار 1948، فخلفه نصرت الفارسي
- وزير الداخلية: جميل المدفعي، أقيل في 4 آذار 1948، فخلفه نصرت الفارسي ثم مصطفى العمري
- وزير المالية: صادق البصام
- وزير التموين: محمد مهدي كبة، أقيل في 7 حزيران 1948
- وزير العدلية: عمر نظمي، أقيل في 4 آذار 1948، فخلفه نجيب الراوي
- وزير الاقتصاد: مصطفى العمري
- وزير الأشغال والمواصلات: جلال بابان
- وزير المعارف: محمد رضا الشبيبي
- وزير الشؤون الاجتماعية: نجيب الراوي ثم داود الحيدري
- وزراء بدون وزارة:
  - نصرت الفارسي، ثم استلم وزارة الداخلية بالوكالة بعد إقالة جميل المدفعي، حتى تعيين مصطفى العمري، وكذلك عين بمنصب وزير الخارجية بعد وفاة حمدي الباجه جي
  - داود الحيدري، عين لاحقا بمنصب وزير الشؤون الاجتماعية خلفا لنجيب الراوي الذي شغل منصب وزير العدلية خلفا لعمر نظمي
  - محمد الصيهود، أقيل في نيسان 1948